# Star Fun
Star Fun fue un canal de televisión por suscripción premium latinoamericano de origen estadounidense, formó parte del paquete de canales Star Premium.

## Historia
Star Fun fue lanzado al aire el 1 de noviembre de 2009 como CityFamily. El 1 de febrero de 2012, el canal se renombra como Moviecity Family y el 3 de noviembre de 2014, es relanzado como Fox Family tras ser adquirido por parte de Fox International Channels de LAPTV. 
El 11 de marzo de 2017 tomó el nombre  de Fox Premium Family.
Luego de la adquisición de 21st Century Fox por parte de Disney en 2019, y con tal de evitar relacionarla con la actual Fox Corporation, el 27 de noviembre de 2020 Disney anunció que los canales de Fox serían renombrados bajo el nombre Star, cuestión que se concretó el 22 de febrero de 2021. Así, Fox Premium Family fue renombrado como Star Fun.
En la madrugada del 1 de febrero de 2022, Star Fun finalizó sus emisiones, junto con el resto de canales del grupo.

## Programación
Emitía cine clasificado generalmente como G (también PG y PG13), con películas de corte familiar e infantil. Sus películas estaban dobladas al español con opción audio en inglés y subtítulos digitales. Poseía dos señales: la primera en resolución estándar y otra en alta definición.